# Allicine
Allicine is een stof die voorkomt in knoflook. Bij experimenten in vitro werkt het zeer efficiënt als antibioticum tegen verscheidene bacteriën, waaronder de 'ziekenhuisbacterie' MRSA. Er is echter nog geen duidelijkheid over de effectieve werking van allicine in vivo.
De typische geur van knoflook is afkomstig van de afbraakproducten van allicine.